# Hämatom
Hämatom est un groupe allemand, originaire de Speichersdorf, en Haute-Franconie. Le groupe est formé en 2004 et a commencé sa carrière en reprenant des chansons pour enfants dans le style de la Neue Deutsche Härte. Il se distingue par le maquillage élaboré de ses membres.

## Biographie

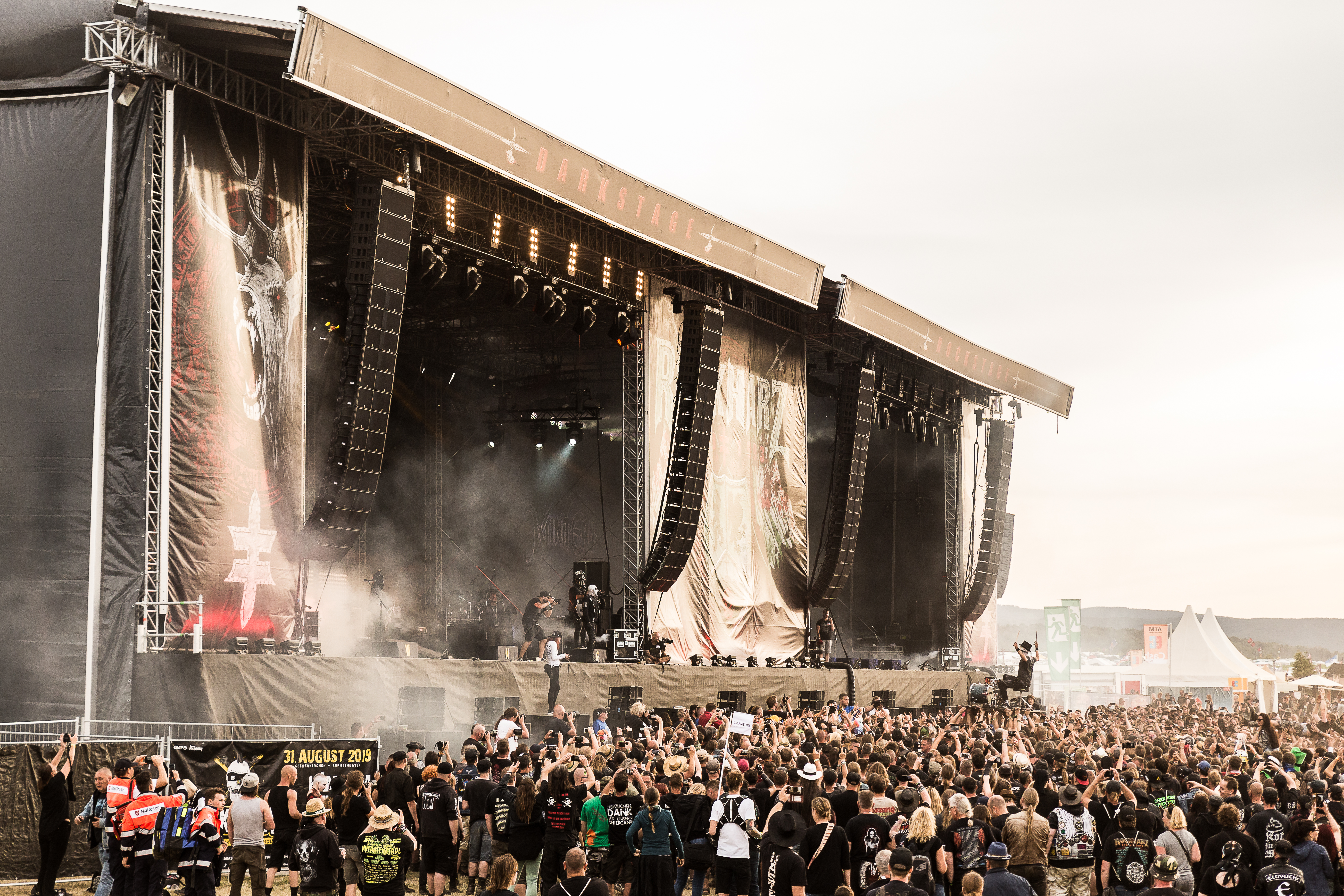
Frank « Süd » Jooss surfe sur la foule avec une batterie lors du Rockharz en 2019.

Hämatom a été conçu dès sa création en 2004 à Speichersdorf comme un concept global de musique et de visualisation. Les membres se sont donnés comme pseudonymes les noms des quatre points cardinaux : Thorsten « Nord » Scharf est le chanteur du groupe, Jacek « Ost » Zyla joue de la guitare, Peter « West » Haag de la basse, et Frank « Süd » Jooss de la batterie,.
Après sa formation en 2004, Hämatom donne ses premiers concerts dans sa région natale de Franconie. En avril 2005, le groupe part en tournée avec JBO, où ils vendent leur premier single auto-produit, Butzemann. Le single suivant, Häschen, est un avant-goût de l'EP Nein, sorti en septembre 2005 en auto-production et contenant 9 titres en partie influencés par des contes de fées et des chansons pour enfants. La même année, le groupe joue en première partie de Knorkator à Nuremberg et se produit également au Earthshaker Fest avec des groupes comme Nightwish et Manowar ainsi qu'au Burning Fall Festival avec, entre autres, Six Feet Under.
En février 2006, la première tournée de tête d'affiche conduit le groupe dans dix villes allemandes. Lors de cette tournée, le groupe vend un single spécial pour la tournée avec les chansons Leck mich, Schmerz et Mit dem Kopf durch die Wand, qui figuraient également sur l'album Wut à venir. En automne de la même année, le groupe a fait une tournée dans 14 villes allemandes en première partie des Apokalyptischen Reiter. L'année 2007 commence avec la tournée Rock-Muzik de JBO en Allemagne, en Autriche et en Suisse, qu'Hämatom a accompagné et dans ce cadre, il a également joué pour la première fois à l'étranger. En avril, le groupe signe avec le label Megapress pour distribuer l'album Wut via Soulfood, qui sort finalement le 25 janvier 2008.
En janvier 2010, Hämatom sort son deuxième album, intitulé Stay Kränk. En 2011, ils jouent au Wacken Open Air et au Hexentanz Festival. En septembre 2011, le troisième album Wenn man vom Teufel spricht sort et Hämatom se produit sur on3-südwild. L'album se classe à la 60e place des charts allemands. Une vidéo musicale a été publiée sur YouTube quatre jours avant la chanson Totgesagt Doch Neugeboren - Teil 2, sur laquelle Pat Prziwara de Fiddler's Green et Philipp Burger de Frei.Wild sont invités à chanter.
Le 200e show du groupe en mars 2012 est immortalisé pour un DVD et un album live qui sont sortis en septembre sous le titre Schutt und Asche - et qui ont directement atteint la huitième place des charts allemands des albums. Le groupe assure ensuite la première partie du groupe de NDH Eisbrecher lors de leur Höllentour II. En juillet 2013, le groupe accepte une invitation à se rendre au festival Sofia-Rocks en Bulgarie pour assurer la première partie de Rammstein.
En septembre 2013, le quatrième album Keinzeitmensch sort. Le single Alte Liebe rostet nicht est publié en avant-première. À partir d'octobre, le groupe repart en tournée en République fédérale, en Autriche et en Suisse. En juillet 2014, les travaux sur l'album suivant, X, commencent en collaboration avec le producteur Kristian Kohlmannslehner, dans ses studios Kohlekeller. Celui-ci sort en octobre 2014 à l'occasion du 10e anniversaire du groupe et s'est classé à la 16e place du hit-parade allemand des albums. Le double album contenait également des reprises de Marteria, Deichkind et Jan Delay, entre autres, ainsi que deux nouvelles chansons inédites et huit anciens morceaux réenregistrés du groupe.
La longue saison de festivals 2015 conduit le groupe pour la première fois au Summer Breeze Open Air, suivi de la tournée Heidenfest avec les Apokalyptische Reiter, Finntroll et Korpiklaani à travers la République fédérale, l'Autriche et la Suisse.
En janvier 2016, Hämatom sort le single Fick das System! Le 25 mars 2016 sort le sixième album studio Wir sind Gott, qui entre à la cinquième place du classement des albums allemands et reste quatre semaines dans le top 100. Wir sind Gott a également atteint les hit-parades en Autriche (24e place) et en Suisse (69e place). En janvier 2018 sort le septième album studio du groupe, Bestie der Freiheit. Hämatom réussit ainsi de nouveau à se hisser simultanément dans les charts. En Allemagne, l'album se place en deuxième position, manquant de peu le sommet du hit-parade. Le groupe n'a dû s'avouer vaincu que par Die Unendlichkeit de Tocotronic.
Le 15 août 2023, le groupe annonce que Peter Haag est mort de maladie (inconnue). Annika Jaschke le remplace désormais.

## Discographie

### Albums studio
- 2008 : Wut
- 2010 : Stay Kränk
- 2011 : Wenn man vom Teufel spricht
- 2013 : Keinzeitmensch
- 2014 : X
- 2016 : Wir sind Gott
- 2018 : Bestie der Freiheit
- 2019 : Maskenball
- 2021 : Berlin (Ein akustischer Tanz auf dem Vulkan)
- 2021 : Die Liebe ist Tot
- 2022 : Lang liebe der Hass
- 2025 : Für dich

### EP
- 2005 : Nein (2005)
- 2007 : Wut
- 2011 : Wenn man vom Teufel spricht
- 2016 : Fick das System!
- 2018 : Lichterloh
- 2020 : #FCKCRN[23]

### Collaborations
- 2018 - Behind the Mask (Dymytry)
- 2022 - Alive Now (Saltatio Mortis)
- 2022 - It's Raining Beer (Saltatio Mortis)
- 2023 - Víc než bùh (Dymytry)
- 2023 - Pin Me Down (Dymytry)
- 2024 - Rudelstrudel (Versengold)

### Split
- 2022 - Alive Now
- 2022 - Es regnet Bier

### Singles
- "Häschen" (2005)
- "Butzemann" (2005)
- "Tour Single" (2006)
- "Schwarzes Schaf/Leck Mich" (2007)
- "Alte Liebe rostet nicht" (2013)
- "Teufelsweib/Schwarz zu Blau" (2014)
- "Fick das System" (2016)
- "Made in USA" (2017)
- "Zeit für neue Hymnen" (2017)
- "Mörder" (2017)
- "Lange nicht perfekt" (2018)
- "Warum kann ich nicht glücklich sein?" (2018)
- "Lichterloh" (2018)
- "Behind the Mask" (2018)
- "I Want It All" (feat. Hansi Kürsch) (2019)
- "Wir sind keine Band" (2019)
- "Alte Liebe rostet nicht" (feat. Micha Rhein) (acoustic version) (2019)
- "Da da da ich lieb dich nicht du liebst mich nicht aha aha aha" (feat. Alex Wesselsky) (2019)
- "Anti Alles" (2019)
- "Bleib in der Schule" (2019)
- "#FCKCRN" (2020)
- "Zombieland" (2020)
- "Tanz auf dem Vulkan" (2021)
- "Au revoir" (2021)
- "Zwischen Gangstern und Ganoven" (2021)
- "Ihr wisst gar nichts über mich" (2021)
- "So wie wir" (2021)
- "Dagegen" (2021)
- "Ficken unsren Kopf" (2021)
- "Liebe auf den ersten Fick" (2021)
- "Legenden" (2022)
- "Ein Freund" (2022)
- "SOS" (2022)
- "Es regnet Bier" (2022)
- "It's Raining Beer" (2022)
- "Gaga" (2022)
- "Strassenbande 666" (2022)
- "Víc Než Bůh" (2023)
- "Gott muss ein Arschloch sein" (2023)
- "Ein' auf den Tod - Zwei auf das Leben" (2024)
- "Diego Maradona" (2024)
- "Scheiße kommt - Scheiße geht" (2024)
- "Arschlochkind" (2024)
- "Pogo-girl" (2024)
- "Schmutzig Liebe machen" (2024)
- "Für dich" (2024)
- "Alles wegen Bier" (2025)
- "Erzähl es meinem Mittelfinger" (feat. Saltatio Mortis) (2025)

### DVD live
- 2012 : Schutt und Asche

### Apparitions d'invités
- 2004 : Outstay Your Welcome (par Reach)
- 2020 : Metfest (sur Die Letzte Schlacht) par Feuerschwanz
- 2021 : Rausch der Barbarei (sur Memento Mori) par Feuerschwanz
- 2022 : Alive Now (sur Alive Now (Single)) par Saltatio Mortis
- 2025 : Spielmannsschwur (United) (sur Weltenwanderer – Von Träumen & Krawall) par Saltatio Mortis